# Ilian Kiriakow
Ilian Iwanow Kiriakow (ur. 4 sierpnia 1967 roku w miejscowości Lesiczeri, obwód Wielkie Tyrnowo) – bułgarski piłkarz grający na pozycji obrońcy lub defensywnego pomocnika, działacz i trener piłkarski.

## Kariera piłkarska
Karierę rozpoczynał w barwach Etyru Wielkie Tyrnowo, gdzie spotkał się ze swoimi przyszłymi kolegami z kadry: Krasimirem Bałykowem, Canko Cwetanowem i Trifonem Iwanowem.
Niedługo po tym jak drużyna prowadzona przez Georgi Wasilewa zdobyła pierwsze w historii mistrzostwo kraju (1990–1991) wyjechał do Deportivo La Coruña, gdzie początkowo kontynuował udaną passę (36 meczów w lidze). Kolejny sezon spędził jednak na ławce rezerwowych i wkrótce potem przeniósł się do drugoligowego CP Merida.
Później powrócił na chwilę do Bułgarii (CSKA Sofia i Etyr), jednak nie zawsze mieścił się w podstawowych jedenastkach swoich drużyn. Piłkarską przygodę kontynuował na Cyprze oraz w Szkocji, gdzie w barwach Aberdeen FC w 2000 roku zakończył karierę.
W reprezentacji Bułgarii zadebiutował w 1988 roku. Należy do najlepszego pokolenia bułgarskich piłkarzy, chociaż na wielkich turniejach był najczęściej tylko rezerwowym. Podczas Mundialu 1994 wystąpił w sześciu meczach (w czterech od pierwszej minuty), ale głównie dlatego, że z powodu czerwonej kartki pauzować musiał Emił Kremenliew. Dwa lata później na Euro 1996 zagrał tylko w pierwszym spotkaniu. Po tym turnieju ogłosił zakończenie reprezentacyjnej kariery.
W 2003 roku pełnił obowiązki prezesa Etyru Wielkie Tyrnowo. Pięć lat później został asystentem trenera Iwana Kjuczukowa w Czernomorcu Balczik.

## Sukcesy piłkarskie
- mistrzostwo Bułgarii 1991 z Etyrem Weliko Tyrnowo

## Ciekawostki
- Jego ojciec Petko Kiriakow był zapaśnikiem, mistrzem świata w tej dyscyplinie[2].
- W czasie kariery piłkarskiej był również modelem i występował w wideoklipach telewizyjnych[3].